# ゼム・ダーティ・ブルース
『ゼム・ダーティ・ブルース』（Them Dirty Blues）は、アメリカ合衆国のジャズ・サクソフォーン奏者、キャノンボール・アダレイが1960年に録音・発表したスタジオ・アルバム。

## 解説
1960年2月1日のセッションでピアノを弾いたボビー・ティモンズは、その後アート・ブレイキー率いるザ・ジャズ・メッセンジャーズに再加入し、3月29日のセッションではバリー・ハリスが起用された。なお、「ワーク・ソング」は両方のセッションで録音され、オリジナルLPには3月録音のヴァージョンが収録されたが、1985年にランドマーク・レコードから発売された再発盤 (LLP-1301)には、2月録音のヴァージョンも追加された。
アル・キャンベルはオールミュージックにおいて5点満点中4点を付け「ナット・アダレイ作の"Work Song"、ボビー・ティモンズ作の"Dat Dere"という、ジャズ史に残る2つの名曲が含まれている」と評している。

## 収録曲
1. ワーク・ソング - "Work Song" (Nat Adderley) - 5:09
2. ダット・デア - "Dat Dere" (Bobby Timmons) - 5:32
3. イージー・リヴィング - "Easy Living" (Ralph Rainger, Leo Robin) - 4:23
4. デル・サッサー - "Del Sasser" (Sam Jones) - 4:44
5. ジーニン - "Jeannine" (Duke Pearson) - 7:19
6. スーン - "Soon" (George Gershwin, Ira Gershwin) - 5:38
7. ゼム・ダーティ・ブルース - "Them Dirty Blues" (Cannonball Adderley) - 7:11

### 1985年再発盤
1. ダット・デア（本テイク） - "Dat Dere (Take 5)" (B. Timmons) - 5:27
2. ダット・デア（別テイク） - "Dat Dere (Take 3)" (B. Timmons) - 5:26
3. デル・サッセー - "Del Sasser" (S. Jones) - 4:38
4. スーン - "Soon" (G. Gershwin, I. Gershwin) - 5:32
5. ワーク・ソング（別テイク） - "Work Song (Take 3)" (N. Adderley) - 5:47
6. ワーク・ソング（本テイク） - "Work Song (Take 4)" (N. Adderley) - 5:47
7. ジーニー - "Jeannine" (D. Pearson) - 7:15
8. イージー・リビング - "Easy Living" (R. Rainger, L. Robin) - 4:19
9. ゼム・ダーティ・ブルース - "Them Dirty Blues" (C. Adderley) - 7:10

## 参加ミュージシャン
- キャノンボール・アダレイ - アルト・サクソフォーン
- ナット・アダレイ - コルネット
- バリー・ハリス - ピアノ(on #1, #3, #5, #7)
- ボビー・ティモンズ - ピアノ(on #2, #4, #6)
- サム・ジョーンズ - ベース
- ルイス・ヘイズ - ドラムス